# Istana Nurul Iman

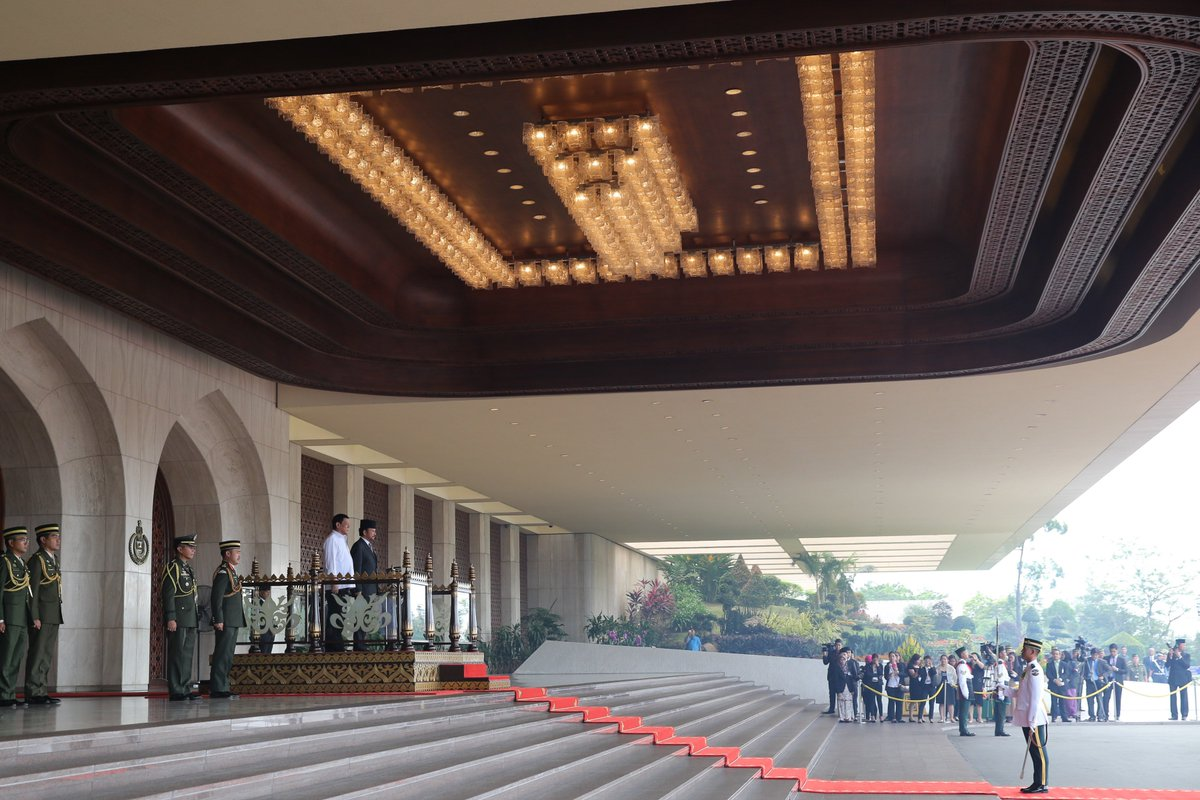
Der Sultan mit Staatsbesuch am Hauptportal der Istana Nurul Iman

Der Istana Nurul Iman (Malaiisch für Palast des Lichtes des Glaubens) in der bruneiischen Hauptstadt Bandar Seri Begawan ist ein Palast (malaiisch Istana) und dient dem Sultan von Brunei (derzeit Hassanal Bolkiah) seit 1984 als Wohn- und Amtssitz. Es handelt sich um den größten Palast der Erde.
Der Palast liegt einige Kilometer westlich der Innenstadt von Bandar Seri Begawan am Fluss Brunei.
Istana Nurul Iman wurde vom philippinischen Architekten Leandro Locsin geplant und vom philippinischen Bauunternehmen Ayala International errichtet. Für das Innendesign zeichnet Khuan Chew, die auch das Burj al Arab in Dubai ausstattete, verantwortlich.

## Ausstattung

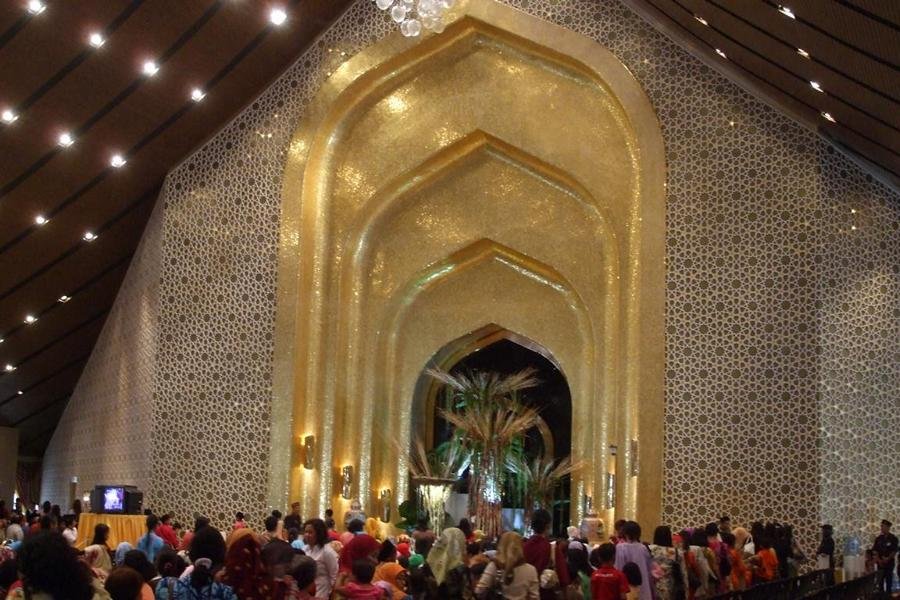
Großer Festsaal für 5000 Personen

Das Eigenheim des Sultans umfasst auf einer Wohnfläche von 200.000 m² neben den 1788 Räumen 18 Fahrstühle, 44 Treppenhäuser und 250 Badezimmer. Im Thronsaal des Sultans finden 2000 und im Bankettsaal gut 5000 Menschen Platz. Fenster- und Türbögen sind aus purem Gold, 64.000 Quadratmeter Wandfläche mit 38 verschiedenen Sorten Marmor verkleidet. Der Prachtbau soll eine Mischung aus arabischen Zelten und malaiischen Langhäusern darstellen. Der Gebäudekomplex steht auf einem 120 Hektar großen Gelände.
Zur Palastanlage gehört eine unterirdische Garage von 10.000 Quadratmetern, die 110 Fahrzeuge der Fahrzeugsammlung des Sultans beherbergen kann. Zudem befinden sich auf dem Palastgelände klimatisierte Ställe für 200 Pferde. Die Kunstsammlung des Sultans umfasst unter anderem ein Gemälde von Pierre-Auguste Renoir, das 1980 für 70 Millionen US-Dollar erworben wurde.

## Besonderheiten
Der Palast steht der Öffentlichkeit drei Tage im Jahr am Fest des Fastenbrechens zum Ende des islamischen Fastenmonats Ramadan offen. An diesen Tagen wird allen Besuchern kostenlos ein reiches Festmahl gereicht und der Sultan begrüßt jeden männlichen Gast persönlich mit Handschlag; Frauen werden von der Königin empfangen. Jährlich besuchen an diesen Tagen bis zu 120.000 Menschen den Sultan.